# 피치피치핏치
피치 피치 핏치(일본어: マーメイドメロディーぴちぴちピッチ)는 일본의 만화잡지 '나카요시'에서 2002년 9월호부터 2005년 4월호까지 연재된 만화이다. 각본가 유닛 요코테 미치코(横手美智子) 원작으로 하나모리 핑크(花森ぴんく)가 그렸다. 애니메이션은 2003년에 처음 방영되었으며(총 52화), 2번째 시즌에 해당하는 '머메이드 멜로디 피치피치핏치 퓨어'가 2004년에 방영되었다(총 39화).
대한민국에서는 애니원과(구) 챔프TV를 통해 첫 번째 시리즈가 2005년 6월 6일 첫방송되었고, 두 번째 시리즈는 2006년 7월 17일 첫방송되었다. 원작 만화의 경우는 2005년 6월 방송 시작과 함께 학산문화사에서 발간하였다.

## 내용
북태평양의 머메이드 프린세스인 루치아는 바다에 떨어졌던 소년 도모토 카이토(해인)를 구하기 위해 갖고 있던 진주를 그에게 줘 버린다. 그리고 7년 후, 성인의 의식을 행하기 위해 진주가 필요해져서 그에게 진주를 돌려받기 위해 인간의 모습으로 육지로 올라간다. 루치아는 카이토를 좋아하지만, 카이토는 7년 전에 자신을 구해 준 '인어'를 좋아하고 있었다. 인어가 인간에게 자신의 정체를 밝히면 물거품이 되어버리는데……

## 방영 목록
피치피치핏치
| 회차         | 주제                     |
| ------------ | ------------------------ |
| 1화          | 진주의 눈물              |
| 2화          | 말 못하는 마음           |
| 3화          | 흔들리는 마음            |
| 4화          | 고독한 공주              |
| 5화          | 차가운 입맞춤            |
| 6화          | 사랑의 등불              |
| 7화          | 머메이드의 질투          |
| 8화          | 얼어붙은 마음            |
| 9화          | 도둑 맞은 멜로디         |
| 10화         | 잊을 수 없는 과거        |
| 11화         | 소원 을 이뤄주는 반지    |
| 12화         | 엇갈린 마음              |
| 13화         | 인어의 성인식            |
| 14화         | 별이 빛나던 날           |
| 15화         | 해변에서 한 약속         |
| 16화         | 감추어버린 마음          |
| 17화         | 허무한 키스              |
| 18화         | 어린 방문객              |
| 19화         | 한 여름날의 유혹         |
| 20화         | 바다에서 온 연애편지     |
| 21화         | 작은 사랑 이야기         |
| 22화         | 유혹하는 소녀            |
| 23화         | 사랑의 열병              |
| 24화         | 장래 희망 은 당신의 신부 |
| 25화         | 달빛 소년                |
| 26화         | 카렌의 노래              |
| 27화         | 우리들의 믿음            |
| 28화         | 우리는 하나              |
| 29화         | 가면속의 고백            |
| 30화         | 차가운 눈동자            |
| 31화         | 위험한 함정              |
| 32화         | 사랑은 꿈 처럼           |
| 33화         | 놀이공원 대소동          |
| 34화         | 아우리의 날              |
| 35화         | 슬픈 멜로디              |
| 36화         | 사랑스런 아기            |
| 37화         | 사랑의 기적              |
| 38화         | 크리스마스 선물          |
| 39화         | 콘서트 대소동            |
| 40화         | 새해 첫 번째 꿈          |
| 41화         | 어른들의 사랑            |
| 42화         | 묻어버린 사랑            |
| 43화         | 그리운 노래소리          |
| 44화         | 눈 내리는 밤의 기적      |
| 45화         | 두개의 마음              |
| 46화         | 마지막 인사              |
| 47화         | 어둠으로부터 초대        |
| 48화         | 해인이의 악몽            |
| 49화         | 고동소리                 |
| 50화         | 마음속의 어둠            |
| 51화         | 밝혀진 진실              |
| 최종화(52)完 | 마지막 키스              |

피치피치핏치 퓨어
| 회차         | 주제                              |
| ------------ | --------------------------------- |
| 1화          | 이별의 아침                       |
| 2화          | 수평선 너머                       |
| 3화          | 하늘색 멜로디                     |
| 4화          | 행복 예감                         |
| 5화          | 마에스트로                        |
| 6화          | 연하의 소년                       |
| 7화          | 빼앗긴 마음                       |
| 8화          | 기억의 끝                         |
| 9화          | 사랑의 연주곡                     |
| 10화         | 남겨진 마음                       |
| 11화         | 오빠의 마음                       |
| 12화         | 빛나는 바다의 인어                |
| 13화         | 그의 비밀                         |
| 14화         | 어둠 속의 목소리                  |
| 15화         | 일곱 바다의 기도                  |
| 16화         | 여름특집 머메이드 프린세스 총출동 |
| 17화         | 어느 특별한 밤                    |
| 18화         | 미궁 속 으로                      |
| 19화         | 노래의 힘                         |
| 20화         | 사랑의 탐정                       |
| 21화         | 너의 집에서                       |
| 22화         | 도둑 맞은 추억                    |
| 23화         | 마음 속의 마음                    |
| 24화         | 내가 바라는 것                    |
| 25화         | 사랑의 점술사                     |
| 26화         | 스타 탄생                         |
| 27화         | 위기의 시스터즈                   |
| 28화         | 세라의 화원                       |
| 29화         | 나폴레옹의 황당한 작전            |
| 30화         | 영원히 함께하길                   |
| 31화         | 마지막 러브레터                   |
| 32화         | 바다 속으로 사라진 기억           |
| 33화         | 흐트러진 마음                     |
| 34화         | 하얀 날개의 유혹                  |
| 35화         | '안녕'이라는 말 대신              |
| 36화         | 절망의 끝에서                     |
| 37화         | 천공의 성으로                     |
| 38화         | 성스런 밤의 전쟁                  |
| 촤종화(39)完 | 꿈이 있는 곳을 향해               |

## 극장판
- 극장판 1기 
  - 파트 1 : 피치피치핏치:더 머미 (120분)
  - 파트 2 : 피치피치핏치:더 머미 파트 2 (133분)
- 극장판 2기 : 더 스콜피온 킹 - 더 스토리 오브 피치피치핏치:더 머미 2 (90분)
- 극장판 3기 : 더 툼 오브 더 드래곤 엠페러 - 더 스토리 오브 피치피치핏치:더 머미 3 (111분)

## 주제곡
태양의 낙원 -약속의 땅- (1기 여는 곡)
노래 - 칸베 미유키 / 김효연
소중한 보물상자 (1기 닫는 곡)
노래 - 나카다 아스미 / 배수현
Raimbow Notes (2기 여는 곡)
노래 - 칸베 미유키 / 김효연
세상에서 아침이 빨리오는 곳 (2기 닫는 곡)
노래 - 나카타 아스미/테라카토 히토미/아사노 마유미/송은형
Before the moment (퓨어편 여는 곡)
노래 -키타무라 에리/ 이승연
사랑의 온도 (퓨어편 닫는 곡)
노래 -  나카다 아스미/테라카토 히토미/아사노 마유미/소연 / 신소윤 / 배정미
인어의 전설
사랑은 뭘까? (루치아 테마곡)
노래 - 나카다 아스미 / 소연
Splash Dream(스플래쉬 드림) (루치아 테마곡)
노래 - 나카다 아스미 / 소연
Ever Blue(에버블루) (하논(음파) 테마곡)
노래 - 테라카도 히토미 / 신소윤
Stat Jewel(스타주얼) (리나 테마곡)
노래 - 아사노 마유미 / 배정미
오로라의 바람을 타고 (카렌 테마곡)
노래 - 코구레 에마 / 하미경
Return to the sea (사라 테마곡)
노래 - 우에다 카나 / 임주현
어둠의 협주곡, Voice in the Dark (블랙뷰티시스터즈 테마곡)
노래 - 츠지야 미키 / 시타야 노리코 / 송정희 / 이현주
Super Love Songs!
우리는 하나
꿈이 있는 곳을 향해
perfect harmony
물빛의 선율(하늘색 멜로디) (퓨어편 하논(음파) 테마곡)
노래 - 테라카도 히토미 / 신소윤
Piece of Love (퓨어편 리나 테마곡)
노래 - 아사노 마유미 / 배정미
Beautiful Wish(세라)
Birth Of Love(세라)

두근두근 데이트 (아라라)
암흑의 날개(레이디배트)
스타 두근두근 하트 (아라라)
꽃과 나비의 세레나데(란파)
어둠을 바로크(블랙뷰티시스터즈)
날개를 안고(미켈)
내일이 보이지 않아(은소리)
mother symphony
일곱바다 이야기
희망의 종소리

## 애니메이션 상품
일본내 상품정보를 기준으로 한다.
CD
- 1기 오프닝 엔딩 싱글 '태양의 낙원 ~Promised Land-', 품번:PCCG-00608, 발매원:포니 캐년, 발매일:2003년 4월 16일
- 루치아 캐릭터송 앨범 'Splash Dream', 품번:PCCG-00615, 발매원:포니 캐년, 발매일:2003년 8월 20일
- 하논 캐릭터송 앨범 'Ever Blue', 품번:PCCG-00616, 발매원:포니 캐년, 발매일:2003년 8월 20일
- 리나 캐릭터송 앨범 'Star Jewel', 품번:PCCG-00617, 발매원:포니 캐년, 발매일:2003년 8월 20일
- 머메이드 멜로디 피치피치핏치 오리지널 사운드 트랙, 품번:PCCG-00618, 발매원:포니 캐년, 발매일:2003년 9월 18일
- 2기 오프닝 엔딩 싱글 'Rainbow Notes♪', 품번:PCCG-00624, 발매원:포니 캐년, 발매일:2003년 10월 16일
- 머메이드 멜로디 피치피치핏치 보컬 컬렉션 쥬얼 박스 1, 품번:PCCG-00628, 발매원:포니 캐년, 발매일:2003년 12월 17일
- 머메이드 멜로디 피치피치핏치 보컬 컬렉션 쥬얼 박스 2, 품번:PCCG-00636, 발매원:포니 캐년, 발매일:2004년 3월 17일
- 3기(퓨어) 오프닝 싱글 'Before the Moment', 품번:PCCG-00639, 발매원:포니 캐년, 발매일:2004년 4월 21일
- 3기(퓨어) 엔딩 싱글 '사랑의 온도°C', 품번:PCCG-00638, 발매원:포니 캐년, 발매일:2004년 4월 21일
- 주인공 캐릭터 싱글'Mother Symphony' 품번:PCCG-00648, 발매원:포니 캐년, 발매일:2004년 7월 14일